# Min själ får vila ut
Min själ får vila ut (franska: Mon âme se repose) är en fransk psalm med text skriven 1993 på kommuniteten i Taizé. Musiken är komponerad 1993 av Jacques Berthier på kommuniteten i Taizé. Texten är hämtad från Psaltaren 91:1-2 eller Psaltaren 37:7.

## Publicerad som
- Sånger från Taizé 1992 som nummer 47.
- Verbums psalmbokstillägg 2003 som nummer 771 under rubriken "Att leva av tro: Förtröstan — trygghet".[1]
- Psalmer och Sånger 2003 som nummer 822 under rubriken "Att leva av tro: Stillhet - meditation".[2]
- Sång i Guds värld Tillägg till Svensk psalmbok för den evangelisk-lutherska kyrkan i Finland 2015 som nummer 919 under rubriken "Stillhet och meditation".
- Sånger från Taizé 2006 som nummer 82.[1]
- Ung psalm som nummer 132.[1]